# 11194 Mirna
11194 Mirna è un asteroide della fascia principale. Scoperto nel 1998, presenta un'orbita caratterizzata da un semiasse maggiore pari a 2,2647413 UA e da un'eccentricità di 0,0733250, inclinata di 4,31210° rispetto all'eclittica.